# Aleksander Szymański (1902–1944)
Aleksander Szymański pseud. „Ali” (ur. 2 marca 1902 w Rzeczycy Ziemiańskiej, zm. 28 lipca 1944 w lasach gościeradowskich) – działacz radykalnego ruchu ludowego i komunistycznego, I sekretarz Lubelskiego Komitetu Obwodowego PPR.

## Życiorys
Od 1924 członek Niezależnej Partii Chłopskiej, a w 1925 współzałożyciel, a następnie przewodniczący Komitetu Wykonawczego Stowarzyszenia Akademickiej Niezależnej Młodzieży Ludowej. Za prowadzoną działalność kilkakrotnie aresztowany. W 1927 wystąpił z programem walki o „rząd robotniczo-chłopski” i reformę rolną. Współorganizator i przywódca ideowy Zjednoczenia Lewicy Chłopskiej „Samopomoc”, założył organ prasowy tego stronnictwa – „Samopomoc Chłopska”. W 1931 wstąpił do KPP. W czerwcu wspomnianego roku został aresztowany i osadzony w więzieniu w Kraśniku. Od 1933 do rozwiązania partii w 1938 pracował w KC KPP. W październiku 1941 wspólnie z Michałem Wójtowiczem i Stanisławem Szotem utworzył Robotniczo-Chłopską Organizację Bojową (R-ChOB), która w kwietniu 1942 została włączona do PPR; Szymański został wówczas członkiem Komitetu Okręgowego, a następnie Komitetu Obwodowego PPR. Jeden z czołowych działaczy PPR na Lubelszczyźnie. Rzecznik współdziałania z Batalionami Chłopskimi i Armią Krajową. W czerwcu 1944, po śmierci Kazimierza Wyrwasa, został I sekretarzem Obwodu Lubelskiego PPR. 28 lipca 1944 zginął w walce z Niemcami (lub został zamordowany przez nieznanych sprawców) w rejonie lasów gościeradowskich wraz z drugim partyzantem Czesławem Drągiem. Po ośmiu dniach poszukiwań przypadkowo odnaleziono ich rozkładające się ciała z połamanymi rękami i nogami oraz zmasakrowanymi twarzami, ukryte pod liśćmi i gałęziami w zaroślach. Na wieść o odnalezieniu zwłok na miejsce udali się bracia „Alego”: Marceli i Wacław oraz jego bliski przyjaciel i opiekun Stanisław Siewierski z Trzydnika Małego. Zobaczyli oni, że ciała pozbawione były ubrań. Marceli z trudem rozpoznał brata po przestrzelonym wcześniej palcu i fotografii córki Oli, którą zawsze nosił przy sobie. Ciała zamordowanych przewieziono z lasu Klementowizna na cmentarz w Rzeczycy, gdzie szczegółowo dokonano oględzin zwłok. Dokonujący tych czynności stwierdzili ślady uderzeń na całym ciele oraz połamanie rąk i nóg. Bardziej zmasakrowane były zwłoki drugiego zamordowanego partyzanta - Czesława Drąga. Z oględzin jego zwłok wynikało, że bronił on „Alego” i stawiał opór mordercom. Przez lata krążyły różne wersje na temat tego morderstwa. Najbardziej prawdopodobna jest ta, o której mówił pijany, były policjant granatowy Szczepanik. Mówił on m.in. „Podczas przechodzenia frontu on i jego koledzy poszli do lasu, gdzie było ich zgrupowanie. Wtedy to nocą wpadł w ich ręce Aleksander Szymański. Był on z jednym lub dwoma towarzyszami... Tam ich właśnie zatłukli...”.
Generał Wacław Czyżewski wraz z innymi przedstawicielami środowiska kombatanckiego AL złożył do warszawskiej prokuratury wniosek o zbadanie sprawy śmierci Aleksandra Szymańskiego. Prokuratura Generalna poinformowała generała, że wskazane poszlaki o zabójstwo Aleksandra Szymańskiego i Czesława Drąga potwierdziły się. Granatowy policjant i zarazem członek NSZ Szczepanik był już jednak wówczas w domu starców koło Urzędowa i stan jego zdrowia nie pozwalał na aresztowanie go i postawienie mu zarzutów.
Był patronem szkoły w Rzeczycy wybudowanej w 1968 r..

## Odznaczenia
- Order Krzyża Grunwaldu II klasy – 29 maja 1946 (pośmiertnie)[6]

## Awanse
- podpułkownik – 2 listopada 1944 (pośmiertnie)